# Murviel-lès-Montpellier
Murviel-lès-Montpellier es una comuna francesa situada en el departamento de Hérault, en la región de Occitania.

## Demografía
| 390 | 424 | 441 | 687 | 935 | 1208 | 1856 |
| Para los censos de 1962 a 1999 la población legal corresponde a la población sin duplicidades (Fuente: INSEE [Consultar]) |     |     |     |     |      |      |